# Gospodarstvo Namibije
Gospodarstvo Namibije tradicionalno se bazira na rudarstvu, koje čini 8% BDP-a i više od 50% izvoza, uglavnom se radi o eksploataciji dijamanata i urana, a postoje i nalazišta bakra, kositra, olova i volframa. Namibija je četvrti izvoznik minerala u Africi i peti najveći proizvođač urana.
Rudarstvo zapošljava samo 3% stanovništva, dok je gotovo 50% ovisno o poljoprivredi.
Ribolov je važan, iako proizvodnja pada od ranih 70.-ih godina 20. stoljeća. U posljednjih nekoliko godina, turizam je postao sve važniji s obzirom na bogatstvo prirodnih ljepota i zanimljiv autohtoni biljni i životinjski svijet u savanama.
Namibija uvozi gotovo 50% žitarica, zbog česte suše i nedostatka hrane u ruralnim područjima, što je značajan problem. Visok BDP po glavi stanovnika u odnosu na svoje susjede sakriva najgoru raspodjelu dohotka u svijetu, s Gini koeficijentom od 70,7. 
Gospodarstvo Namibije ima jake veze s Južnom Afrikom. Službena valuta je namibijski dolar, a platežno sredstvo je i južnoafrički rand.